# Lekkoatletyka na Letnich Igrzyskach Olimpijskich 1928 – bieg na 5000 m mężczyzn
Bieg na 5000 metrów mężczyzn był jedną z konkurencji rozgrywanych podczas VIII Letnich Igrzysk Olimpijskich. Biegi zostały rozegrane w dniach 31 lipca - 3 sierpnia 1928 roku w

## Terminarz
| Data            |           |
| --------------- | --------- |
| 31 lipca 1928   | Półfinały |
| 3 sierpnia 1928 | Finał     |

## Wyniki
Z każdego z 3 biegów półfinałowych czterech pierwszych zawodników awansowało do finału.

### Półfinały

#### Bieg 1
| Poz. | Zawodnik             | Reprezentacja     | Czas    | Uwagi |
| ---- | -------------------- | ----------------- | ------- | ----- |
| 1.   | Leo Lermond          | Stany Zjednoczone | 15:02,6 | Q     |
| 2.   | Stanisław Petkiewicz | Łotwa             | 15:03,0 | Q     |
| 3.   | Eino Purje           | Finlandia         | 15:03,6 | Q     |
| 4.   | Ragnar Magnusson     | Szwecja           | 15:03,8 | Q     |
| 5.   | Wally Beavers        | Wielka Brytania   | b.d     |       |
| 6.   | Carl Petersen        | Dania             | 15:13,0 |       |
| 7.   | Frederick Light      | Wielka Brytania   | b.d     |       |
| 8.   | Lucien Duquesne      | Francja           | b.d     |       |
| 9.   | Seghir Beddari       | Francja           | b.d     |       |
| -    | Ciro Chapa           | Meksyk            | DNF     |       |
| -    | Charles Haworth      | Stany Zjednoczone | DNF     |       |
| -    | Karel Nedobitý       | Czechosłowacja    | DNF     |       |
| -    | Billy Kibblewhite    | Kanada            | DNF     |       |
| -    | Nol Wolf             | Holandia          | DNF     |       |
| -    | Julien Serwy         | Belgia            | DNF     |       |

#### Bieg 2
| Poz. | Zawodnik         | Reprezentacja     | Czas    | Uwagi |
| ---- | ---------------- | ----------------- | ------- | ----- |
| 1.   | Nils Eklöf       | Szwecja           | 15:07,4 | Q     |
| 2.   | Ville Ritola     | Finlandia         | 15:10,8 | Q     |
| 3.   | Armas Kinnunen   | Finlandia         | 15:10,8 | Q     |
| 4.   | Brian Oddie      | Wielka Brytania   | 15:16,0 | Q     |
| 5.   | Jesús Oyarbide   | Hiszpania         | 15:22,0 |       |
| 6.   | Roger Pelé       | Francja           | b.d     |       |
| 7.   | Willi Boltze     | Niemcy            | 15:33,0 |       |
| 8.   | Jozef Koščak     | Czechosłowacja    | 15:42,0 |       |
| 9.   | Andreas Paouris  | Grecja            | b.d     |       |
| 10.  | Julius Petraitis | Litwa             | b.d     |       |
| 11.  | David Abbott     | Stany Zjednoczone | b.d     |       |
| -    | Art Keay         | Kanada            | DNF     |       |
| -    | George Hyde      | Australia         | DNF     |       |
| -    | Pieter Gerbrands | Holandia          | DNF     |       |

### Bieg 3
| Poz. | Zawodnik         | Reprezentacja     | Czas    | Uwagi |
| ---- | ---------------- | ----------------- | ------- | ----- |
| 1.   | Macauley Smith   | Stany Zjednoczone | 15:04,0 | Q     |
| 2.   | Edvin Wide       | Szwecja           | 15:05,0 | Q     |
| 3.   | Herbert Johnston | Wielka Brytania   | 15:06,3 | Q     |
| 4.   | Paavo Nurmi      | Finlandia         | 15:08,0 | Q     |
| 5.   | Otto Kohn        | Niemcy            | b.d     |       |
| 6.   | Arie Klaase      | Holandia          | b.d     |       |
| 7.   | Arturo Pena      | Hiszpania         | 15:45,0 |       |
| 8.   | Vincent Callard  | Kanada            | b.d     |       |
| -    | Gurbachan Singh  | Indie Brytyjskie  | DNF     |       |

### Finał
| Poz. | Zawodnik             | Reprezentacja     | Czas     | Uwagi |
| ---- | -------------------- | ----------------- | -------- | ----- |
| 1.   | Ville Ritola         | Finlandia         | 14:38,00 |       |
| 2.   | Paavo Nurmi          | Finalandia        | 14:40,0  |       |
| 3.   | Edvin Wide           | Szwecja           | 14:41,2  |       |
| 4.   | Leo Lermond          | Stany Zjednoczone | 14:50,0  |       |
| 5.   | Ragnar Magnusson     | Szwecja           | 14:59,6  |       |
| 6.   | Armas Kinnunen       | Finlandia         | 15:02,0  |       |
| 7.   | Stanisław Petkiewicz | Łotwa             | b.d      |       |
| 8.   | Herbert Johnston     | Brytania          | b.d      |       |
| 9.   | Brian Oddie          | Wielka Brytania   | b.d      |       |
| 10.  | Macauley Smith       | Stany Zjednoczone | b.d      |       |
| -    | Nils Eklöf           | Szwecja           | DNF      |       |
| -    | Eino Purje           | Finlandia         | DNF      |       |